# Doxocopa cyane
Doxocopa cyane is een vlinder uit de familie van de Nymphalidae. De wetenschappelijke naam van de soort is voor het eerst geldig gepubliceerd in 1833 door Pierre André Latreille.